# Saturnin Żórawski

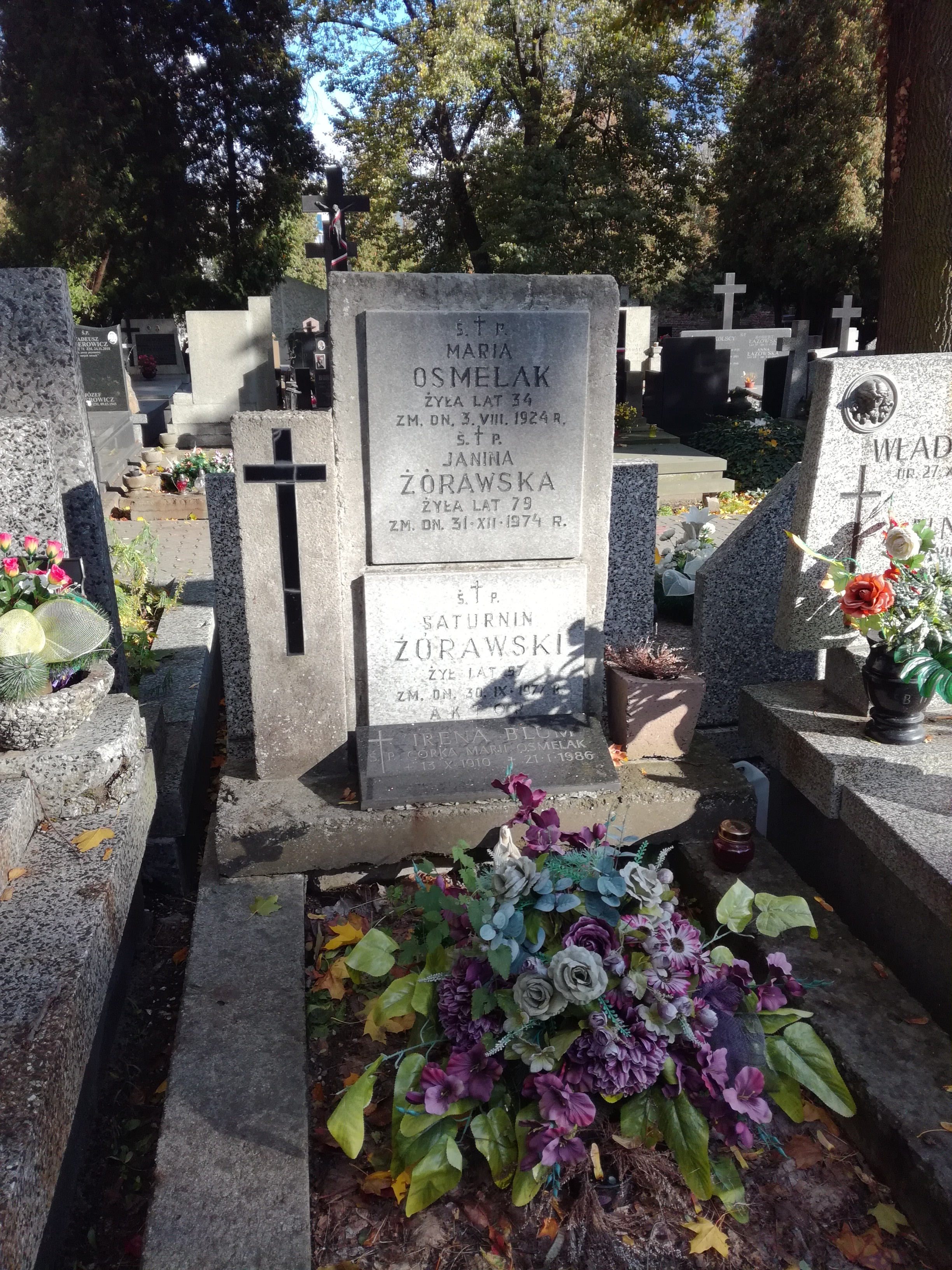
Grób Saturnina Żórawskiego na cmentarzu Bródnowskim

Saturnin Benedykt Żórawski, ps. Jerzy Podhorski (ur. 4 sierpnia 1920 w Warszawie, zm. 30 września 1977 tamże) – polski aktor i reżyser teatralny.

## Życiorys
Urodził się w rodzinie Władysława, urzędnika państwowego, i Janiny z domu Latek (zm. 1975). W 1938 ukończył Gimnazjum im. Mickiewicza w Warszawie. Karierę aktorską rozpoczął w wieku 14 lat, będąc jeszcze uczniem liceum zagrał w filmie Młody las. W lecie 1934 wystąpił w Teatrze Letnim. W latach 1938–1939 odbył służbę wojskową.
Podczas II wojny światowej, od ok. 1942 występował pod ps. Jerzy Podhorski w jawnych teatrach Maska, Figaro, Dobry Wieczór, Komedia. Po aresztowaniu uwięziony w obozach koncentracyjnych Mauthausen i Flossenburg.
Po zakończeniu wojny aktor i dyrektor Teatru Miejskiego w Świdnicy. W 1948 powrócił do Warszawy, grał w teatrach: Syrena, Nowej Warszawy, Polskim, Satyryków, Młodej Warszawy, Klasycznym, Komedia i Współczesnym. Współtwórca kabaretu Iluzjon. Od 1949 brał udział w słuchowiskach Teatru Polskiego Radia.
Najbardziej znany z roli służącego w Pożegnaniach, Fahrenwirsta w ostatnim odcinku Stawki większej niż życie i ministra Zawodnego w 40-latku. W niektórych filmach użyto formy nazwiska: Żurawski.
Był mężem Elżbiety Heleny z Konopnickich.
Zmarł w Warszawie, pochowany 5 października 1977 na cmentarzu Bródnowskim (kwatera 5B-2-24).

## Filmografia[5]
- Młody las (1934) – Jurek, brat Stefana
- Dzień wielkiej przygody (1935)
- Król Maciuś I (1957) – poseł króla Starego
- Pożegnania (1958) – Feliks, lokaj hrabiny Róży
- Ostrożnie Yeti (1960) – „Garbaty Józio”, szef gangsterów
- Powrót (1960) – Aleksander Wolski
- Podziemny front (1965) − tajniak pod kasynem (odc. 1)
- Trzy kroki po ziemi (1965) − klient mecenasa
- Zawsze w niedzielę (1965) − Maniewski, współpracownik prezesa
- Marysia i Napoleon (1966) – Louis Constant Wairy, lokaj Bonapartego
- Stawka większa niż życie (1968) – Otto Fahrenwirst (odc. 18)
- Czterej pancerni i pies (1970) – Francuz (odc. 18)
- Twarz anioła (1970) – komendant obozu
- 150 na godzinę (1971) – mecenas, znajomy pani Aldony
- Zniszczyć pirata (1972) – członek aeroklubu
- Czarne chmury (1973) – Von Rode, wysłannik elektora (odc. 5, 6)
- Wielka miłość Balzaka (1973) – komornik
- 40-latek (1974–1975) – wiceminister Zawodny (odc. 3, 6, 13)
- Motylem jestem, czyli romans 40-latka (1976) – wiceminister Stanisław Zawodny
- Polskie drogi (1976) – major Linowski (odc. 2)

## Spektakle Teatru TV[5]
- Człowiek i cień (1956) – Cień
- Syzyf i śmierć (1956) – Śmierć
- Błędne koło (1958)
- Róża podwórza (1958)
- Skrzydlaty osioł (1958) – Greenley
- Jubileusz (1961)
- Wierny robot (1961)[6] – Robot
- Pantofelki z krokodyla (1964) – inspektor Pubs
- Stawka większa niż życie (1965) – Grzesiak (odc. E-19 działa)
- Przyznaję się do winy (1966) – agent
- Szwejk na tyłach (1966)
- Pajęczyna (1967) – Kaligula
- Kłamstwo (1969) – inspektor Mignon
- Przez samochód, kobietę i psa (1970)
- Dr Kawka (1971) – Wionczek
- Grupa Laokoona (1971) – przewodniczący
- Zgubiony list (1971) – Bryndzownesku
- Harry Brent (1972) – Reg Brye
- Ostatnia lekcja (1973) – Olcha
- Śmierć w samochodzie (1973) – dr Zagórzycki
- Małżeństwo Antoniny (1974) – Kroger
- Babbitt (1975) – Hanson
- Karnawał (1976) – Fafuła
- Kot w butach (1976) – Czarodziej

## Odznaczenia
- Medal 10-lecia Polski Ludowej (19 stycznia 1955)[7]
- Odznaka 1000-lecia Państwa Polskiego (1967)